# Mimosybra schultzei
Mimosybra schultzei es una especie de escarabajo del género Mimosybra, familia Cerambycidae. Fue descrita científicamente por Breuning en 1966.
Se distribuye por Filipinas. Posee una longitud corporal de 8,5-17 milímetros. El período de vuelo de esta especie ocurre en los meses de junio, julio y octubre.